# Stationen ved Holeby
Ikke at forveksle med den historiske Maribo-Rødbyhavn Jernbane der havde en Holeby Station nogle kilometer fra dette sted.
|  | Denne artikel beskriver en fremtidig begivenhed Denne artikel eller sektion handler om planlagt eller forventet fremtidig begivenhed. Der kan forekomme spekulativ information, og indholdet kan ændres dramatisk når begivenheden nærmer sig og mere information bliver tilgængelig. |

En jernbanestation er planlagt ved Holeby,
på den opgraderede og forlagte jernbanestrækning fra Nykøbing F til den kommende Femern Bælt-forbindelse.
Stationen kommer til at ligge ved Ladhavevej øst for Rødby og syd for Holeby. Stationen bliver 4-sporet.
Stationen bliver anlagt, da den nye banestrækning bliver forlagt i forhold til den eksisterende bane og derved ikke passerer den nuværende Rødby Færge Station.
Femern Bælt-forbindelsen står efter planen færdig i 2029.[kilde mangler]

## Navngivning af stationen
Banedanmark kaldte først stationen "Holeby Station", men overlod den endelige beslutning til Lolland Kommune.[kilde mangler] Kommunens tekniske udvalg indstillede navnet "Lolland" på et udvalgsmøde 1. september 2021. Indstillingen blev vedtaget af kommunens økonomiudvalg 9. september 2021. Kommunens administration havde tidligere brugt betegnelsen "Lolland Syd" internt, og også på kommunens hjemmeside. Lolland Syd Station var også navnet på en teknisk (ikke-passagervendt) krydsningsstation omkring 3 km nærmere Nykøbing F som blev nedlagt i 2016.
I november 2023 meldte DSB ud, at de finder navnet "Lolland" for upræcist og at DSB foretrækker navnet "Rødby". Lolland Kommunes borgmester og forvaltning anbefaler derefter også navnet "Rødby".
Klima-, Teknik- og Miljøudvalget i Lolland Kommune besluttede på sit møde 13. november 2023 at indstille til kommunens økonomiudvalg at stationen skal hedde "Rødby".
Lolland Kommunes Økonomi- og Erhvervsudvalg godkendte 23. november 2023 at stationen navngives Rødby. Det er i den forbindelse værd at bemærke, at det ikke er Lolland Kommune, der vælger navnet på den statslige station.[kilde mangler]